# Apelidos do futebol
Apelidos de futebol (português brasileiro) ou Alcunhas de futebol (português europeu) são geralmente nomes criados pela mídia ou pelos torcedores para identificar a importância de um futebolista, de uma seleção ou um time, além de partidas históricas ou trágicas, torcidas e rivalidades. Alguns apelidos caíram no gosto popular, enquanto outros são usados mais pela imprensa.

## Futebolistas
| Jogador                      | Apelido                        | Apelido                    | Período em atividade       | Ref.                            |
| Jogador                      | Original                       | Em português               | Período em atividade       | Ref.                            |
| ---------------------------- | ------------------------------ | -------------------------- | -------------------------- | ------------------------------- |
| Ademir da Guia               | Divino                         | —                          | 1960–1984                  | [ 1 ]                           |
| Ademir Menezes               | Queixada                       | —                          | 1939–1957                  | [ 2 ]                           |
| Adílio                       | Neguinho Bom de Bola           | —                          | 1975–1997                  | [ 3 ]                           |
| Adílio                       | Brown                          | —                          | 1975–1997                  | [ 3 ]                           |
| Adriano                      | L'Imperatore                   | Imperador                  | 2000–2016                  | [ 4 ] [ 5 ]                     |
| Adriano                      | Didico                         | —                          | 2000–2016                  | [ 4 ] [ 5 ]                     |
| Agustín Delgado              | Tín                            | —                          | 1991–2010                  |                                 |
| Alberto Spencer              | Cabeza Mágica                  | Cabeça Mágica              | 1953–1972                  |                                 |
| Alcides Ghiggia              | El Héroe del Maracanã          | O Herói do Maracanã        | 1945–1968                  |                                 |
| Alcides Ghiggia              | El Verdugo                     | O Carrasco                 | 1945–1968                  |                                 |
| Alcindo Martha de Freitas    | Bugre                          | —                          | 1959–1980                  |                                 |
| Alcindo Martha de Freitas    | Bugre Xucro                    | —                          | 1959–1980                  |                                 |
| Aldair                       | Pluto                          | —                          | 1985–2004, 2005, 2007–2009 | [ 6 ]                           |
| Alecsandro                   | Alecgol                        | —                          | 2001–2022                  | [ 7 ]                           |
| Alejandro Chumacero          | Chumasteiger                   | –                          | 2007–presente              | [ 8 ]                           |
| Aleksandr Mostovoy           | Czar dos Balaídos              | –                          | 1986–2005                  |                                 |
| Alessandro Altobelli         | Spillo                         | Alfinete                   | 1973–1990                  | [ 9 ]                           |
| Alessandro Del Piero         | Pinturicchio                   | Pequeno Pintor             | 1991–2015                  |                                 |
| Alessandro Del Piero         | Dio Piero                      | Deus Piero                 | 1991–2015                  |                                 |
| Alex Dias                    | O Atacante Pantaneiro          | —                          | 1990–2015                  |                                 |
| Alex Silva                   | Pirulito                       | —                          | 2003–2019                  | [ 10 ]                          |
| Alexis Sánchez               | Niño Maravilla                 | Garoto Maravilha           | 2005–presente              | [ 11 ]                          |
| Alfredo Di Stéfano           | La Saeta Rubia                 | Flecha Loira               | 1945–1966                  | [ 12 ]                          |
| Aloísio                      | Boi Bandido                    | —                          | 2006–2024                  | [ 13 ]                          |
| Aloísio José da Silva        | Chulapa                        | —                          | 1992–2017                  |                                 |
| Aloísio José da Silva        | Rei do Danone                  | —                          | 1992–2017                  |                                 |
| Álvaro Pereira               | El Palito                      | —                          | 2003–2021                  | [ 14 ] [ 15 ]                   |
| Álvaro Recoba                | El Chino                       | –                          | 1994–2015                  | [ 16 ]                          |
| Amaral                       | Coveiro                        | –                          | 1991–2016                  | [ 17 ]                          |
| Amarildo                     | O Possesso                     | —                          | 1956–1974                  | [ 18 ] [ 19 ]                   |
| Andoni Goikoetxea            | Açougueiro de Bilbao           | —                          | 1973–1990                  | [ 20 ]                          |
| Andoni Goikoetxea            | Gigante de Alonsotegi          | —                          | 1973–1990                  | [ 20 ]                          |
| Andrade                      | Tromba                         | —                          | 1977–1999                  | [ 21 ]                          |
| Andrea Belotti               | Il Gallo                       | O Galo                     | 2011–presente              |                                 |
| Andrea Pirlo                 | O Maestro                      | —                          | 1995–2017                  |                                 |
| Andrés D'Alessandro          | D'Ale                          | —                          | 1998–2022                  |                                 |
| Andrés Escobar               | El Caballero del Fútbol        | O Cavalheiro do Futebol    | 1987–1994                  |                                 |
| Andrés Iniesta               | Don Andrés                     | —                          | 2001–2024                  | [ 22 ]                          |
| Andriy Shevchenko            | Sheva                          | —                          | 1994–2012                  |                                 |
| Angelo Di Livio              | Il Soldatino                   | O Soldadinho               | 1985–2005                  | [ 23 ]                          |
| Angelo Peruzzi               | Cinghialone                    | Javali                     | 1986–2007                  | [ 24 ]                          |
| Antoine Griezmann            | Pequeno Príncipe               | –                          | 2009–presente              |                                 |
| Antoine Griezmann            | Grizi                          | —                          | 2009–presente              |                                 |
| Antoine Griezmann            | Grizou                         | —                          | 2009–presente              |                                 |
| Antonio Cabrini              | Bell’Antonio                   | –                          | 1973–1991                  | [ 25 ]                          |
| Antonio Cassano              | Fantantonio                    | –                          | 1999–2017                  | [ 26 ]                          |
| Antonio Cassano              | Il Pibe de Bari                | O Garoto de Bari           | 1999–2017                  | [ 26 ]                          |
| Antonio Cassano              | Peter Pan                      | —                          | 1999–2017                  | [ 26 ]                          |
| Antônio José da Silva Filho  | Biro-Biro                      | –                          | 1977–1995                  |                                 |
| Antonio Mohamed              | El Turco                       | O Turco                    | 1988–2003                  |                                 |
| Ariel Ortega                 | El Burrito                     | –                          | 1991–2012                  |                                 |
| Arjen Robben                 | Der Mann aus Glas              | O Homem de Vidro           | 2000–2019, 2020–2021       | [ 27 ] [ 28 ]                   |
| Arjen Robben                 | Nederland                      | —                          | 2000–2019, 2020–2021       | [ 27 ] [ 28 ]                   |
| Arthur Friedenreich          | El Tigre                       | O Tigre                    | 1909–1935                  |                                 |
| Arthur Friedenreich          | Fried                          | —                          | 1909–1935                  |                                 |
| Attilio Lombardo             | Struzzo                        | Avestruz                   | 1983–2002                  | [ 29 ]                          |
| Attilio Lombardo             | The Bald Eagle                 | A Águia Careca             | 1983–2002                  | [ 29 ]                          |
| Attilio Lombardo             | Popeye                         | —                          | 1983–2002                  | [ 29 ]                          |
| Baltazar                     | Cabecinha de Ouro              | —                          | 1943–1959                  | [ 30 ] [ 31 ]                   |
| Basílio                      | Pé de Anjo                     | —                          | 1968–1983                  | [ 32 ] [ 33 ]                   |
| Bauer                        | Monstro do Maracanã            | —                          | 1945–1958                  | [ 34 ]                          |
| Bernard                      | Alegria nas Pernas             | —                          | 2010–presente              | [ 35 ] [ 36 ]                   |
| Bino                         | Gato Preto                     | —                          | 1938–1962                  |                                 |
| Bino                         | Gato Selvagem                  | —                          | 1938–1962                  |                                 |
| Bolívar                      | General                        | —                          | 2000–2015                  | [ 37 ]                          |
| Cafu                         | Capitão do Penta               | —                          | 1989–2008                  | [ 38 ] [ 39 ]                   |
| Cafu                         | Il Pendolino                   | O Trem Expresso            | 1989–2008                  | [ 38 ] [ 39 ]                   |
| Canhoteiro                   | O Mago                         | —                          | 1949–1969                  |                                 |
| Carles Puyol                 | Tiburón                        | Tubarão                    | 1995–2014                  | [ 40 ] [ 41 ]                   |
| Carlinhos Bala               | Rei de Pernambuco              | –                          | 1999–2017, 2021            |                                 |
| Carlitos Tévez               | El Apache                      | —                          | 2001–2022                  | [ 42 ] [ 43 ]                   |
| Carlo Ancelotti              | Don Carletto                   | –                          | 1976–1992                  | [ 44 ]                          |
| Carlos Alberto               | Predador                       | —                          | 2002–2019                  | [ 45 ]                          |
| Carlos Alberto Torres        | Capita                         | —                          | 1963–1982                  | [ 46 ] [ 47 ]                   |
| Carlos Bilardo               | El Narigón                     | —                          | 1958–1971                  |                                 |
| Carlos Bilardo               | El Doctor                      | O Doutor                   | 1958–1971                  |                                 |
| Carlos Valderrama            | El Pibe                        | O Garoto                   | 1981–2002                  |                                 |
| Carlos Vinícius              | Vinícius da Pose               | –                          | 1999–2017, 2021–presente   | [ 48 ]                          |
| Castilho                     | São Castilho                   | —                          | 1945–1964                  | [ 49 ] [ 50 ]                   |
| Castilho                     | Leiteria                       | —                          | 1945–1964                  | [ 49 ] [ 50 ]                   |
| César Ramírez                | El Tigre                       | O Tigre                    | 1995–2010                  | [ 51 ]                          |
| Charles Fabian               | Anjo aos 45                    | —                          | 1988–2000                  |                                 |
| Charles Fabian               | Príncipe Charles               | —                          | 1988–2000                  |                                 |
| Chris Waddle                 | Magic Chris                    | —                          | 1978–2002, 2013–2014       |                                 |
| Christian Benítez            | Chucho                         | —                          | 2004–2013                  |                                 |
| Ciro Immobile                | Ciruzzo                        | —                          | 2008–presente              |                                 |
| Cláudio                      | O Gerente                      | —                          | 1940–1960                  | [ 52 ] [ 53 ]                   |
| Claudio Caniggia             | El Pájaro                      | O Pássaro                  | 1985–2004, 2012            | [ 54 ]                          |
| Claudio Caniggia             | Cani                           | —                          | 1985–2004, 2012            | [ 54 ]                          |
| Claudio Caniggia             | El Hijo del Viento             | Filho do Vento             | 1985–2004, 2012            | [ 54 ]                          |
| Cláudio Taffarel             | Taffa                          | —                          | 1985–2003                  |                                 |
| Cláudio Taffarel             | São Taffarel                   | —                          | 1985–2003                  |                                 |
| Cláudio Taffarel             | O Homem das Mãos Santas        | —                          | 1985–2003                  |                                 |
| Clodoaldo                    | Corró                          | –                          | 1966–1981                  |                                 |
| Coutinho                     | Professor da Grande Área       | —                          | 1958–1973                  |                                 |
| Cristiano Ronaldo            | CR7                            | —                          | 2002–presente              | [ 55 ]                          |
| Cristiano Ronaldo            | Robozão                        | —                          | 2002–presente              | [ 55 ]                          |
| Cristiano Ronaldo            | Gajo                           | —                          | 2002–presente              | [ 55 ]                          |
| Cristiano Ronaldo            | El Bicho                       | —                          | 2002–presente              | [ 55 ]                          |
| Cristiano Ronaldo            | D7OS                           | —                          | 2002–presente              | [ 55 ]                          |
| Cristiano Ronaldo            | Mister Champions               | —                          | 2002–presente              | [ 55 ]                          |
| Cristiano Ronaldo            | GOAT                           | —                          | 2002–presente              | [ 55 ]                          |
| Cristiano Ronaldo            | O Comandante                   | —                          | 2002–presente              | [ 55 ]                          |
| Cristiano Ronaldo            | Papai Cris                     | —                          | 2002–presente              | [ 55 ]                          |
| Daniel Passarella            | El Gran Capitán                | O Grande Capitão           | 1973–1989                  | [ 56 ]                          |
| Daniel Passarella            | El Kaiser                      | O Imperador                | 1973–1989                  | [ 56 ]                          |
| Daniel Passarella            | Rei da Defesa                  | —                          | 1973–1989                  | [ 56 ]                          |
| Danilo                       | Príncipe                       | —                          | 1939–1956                  | [ 57 ] [ 58 ]                   |
| Danilo Gabriel de Andrade    | Zidanilo                       | —                          | 1999–2019                  | [ 59 ]                          |
| Dario                        | Dadá Maravilha                 | —                          | 1966–1986                  | [ 60 ]                          |
| Dario                        | Peito de Aço                   | —                          | 1966–1986                  | [ 60 ]                          |
| Dario                        | Beija-flor                     | —                          | 1966–1986                  | [ 60 ]                          |
| Dario Hübner                 | Bisonte                        | Bisão                      | 1987–2011                  | [ 61 ]                          |
| Dario Hübner                 | Tatanka                        | —                          | 1987–2011                  | [ 61 ]                          |
| Dave Beasant                 | Lurch                          | —                          | 1978–2004, 2013, 2014–2015 |                                 |
| David Beckham                | Becks                          | —                          | 1993–2013                  |                                 |
| David Suazo                  | Pantera                        | —                          | 1997–2012                  | [ 62 ]                          |
| Dejan Petković               | Pet                            | —                          | 1988–2011                  |                                 |
| Dejan Petković               | Rambo                          | —                          | 1988–2011                  |                                 |
| Demetrio Albertini           | Metrônomo                      | –                          | 1988–2005                  | [ 63 ]                          |
| Denílson                     | Denílson Show                  | —                          | 1994–2010                  |                                 |
| Denílson                     | Morcego                        | —                          | 1994–2010                  |                                 |
| Denílson                     | Deni                           | —                          | 1994–2010                  |                                 |
| Denílson                     | Dedê                           | —                          | 1994–2010                  |                                 |
| Denis Law                    | The Scottish Flying            | O Escocês Voador           | 1956–1974                  |                                 |
| Denis Law                    | The King                       | Rei                        | 1956–1974                  |                                 |
| Dennis Bergkamp              | Iceman                         | Homem de Gelo              | 1986–2006                  |                                 |
| Dennis Bergkamp              | The Non-Flying Dutchman        | O Holandês Não-Voador      | 1986–2006                  |                                 |
| Deyverson                    | Deyvinho                       | —                          | 2011–presente              |                                 |
| Deyverson                    | Piscadinha                     | —                          | 2011–presente              |                                 |
| Deyverson                    | Menino Maluquinho              | —                          | 2011–presente              |                                 |
| Deyverson                    | Caça-Rato                      | —                          | 2011–presente              |                                 |
| Dida                         | Homem de Gelo                  | —                          | 1992–2010, 2012–2015       | [ 64 ]                          |
| Dida                         | O Grande Paredão               | —                          | 1992–2010, 2012–2015       | [ 64 ]                          |
| Dida                         | Muralha                        | —                          | 1992–2010, 2012–2015       | [ 64 ]                          |
| Dida                         | Rei dos Pênaltis               | —                          | 1992–2010, 2012–2015       | [ 64 ]                          |
| Dida                         | Ammiraglio                     | Almirante                  | 1992–2010, 2012–2015       |                                 |
| Didi                         | Príncipe Etíope                | —                          | 1946–1966                  | [ 65 ] [ 66 ]                   |
| Didi                         | Folha Seca                     | —                          | 1946–1966                  | [ 65 ] [ 66 ]                   |
| Didi                         | Mr. Football                   | Senhor Futebol             | 1946–1966                  | [ 65 ] [ 66 ]                   |
| Didier Drogba                | Mister Wembley                 | Senhor Wembley             | 1998–2018                  |                                 |
| Didier Drogba                | The Drog                       | —                          | 1998–2018                  |                                 |
| Didier Drogba                | Rei de Londres                 | —                          | 1998–2018                  |                                 |
| Diego Maradona               | El Pibe de Oro                 | O Garoto de Ouro           | 1976–1997, 2001            | [ 67 ]                          |
| Diego Maradona               | Dieguito                       | —                          | 1976–1997, 2001            | [ 67 ]                          |
| Diego Maradona               | El Diez                        | O Dez                      | 1976–1997, 2001            | [ 67 ]                          |
| Diego Maradona               | El Diego                       | —                          | 1976–1997, 2001            | [ 67 ]                          |
| Diego Maradona               | D10S                           | —                          | 1976–1997, 2001            | [ 67 ]                          |
| Diego Maradona               | Barrilete Cósmico              | —                          | 1976–1997, 2001            | [ 67 ]                          |
| Diego Maradona               | Pelusa                         | —                          | 1976–1997, 2001            | [ 67 ]                          |
| Diego Milito                 | El Príncipe                    | O Príncipe                 | 1999–2016                  | [ 68 ]                          |
| Diego Simeone                | Cholo                          | –                          | 1987–2006                  | [ 69 ]                          |
| Dirceu                       | Formiguinha                    | —                          | 1970–1995                  | [ 70 ] [ 71 ]                   |
| Dirceu                       | Dirceuzinho                    | —                          | 1970–1995                  | [ 70 ] [ 71 ]                   |
| Dodô                         | Artilheiro dos Gols Bonitos    | —                          | 1989–2013                  | [ 72 ]                          |
| Domingos da Guia             | Divino Mestre                  | —                          | 1929–1950                  |                                 |
| Donizete                     | Pantera                        | —                          | 1987–2006, 2016            | [ 73 ]                          |
| Douglas dos Santos           | Maestro                        | —                          | 2001–2020                  |                                 |
| Dunga                        | Capitão                        | —                          | 1983–2000                  | [ 74 ]                          |
| Dwight Yorke                 | All Night Dwight               | Dwight a Noite Toda        | 1989–2010                  |                                 |
| Dwight Yorke                 | The King                       | Rei                        | 1989–2010                  |                                 |
| Dwight Yorke                 | The Smilling Assassin          | —                          | 1989–2010                  |                                 |
| Éder Aleixo                  | Bomba de Vespasiano            | —                          | 1975–1997                  | [ 75 ]                          |
| Éder Aleixo                  | Bomba da Vila Olímpica         | —                          | 1975–1997                  | [ 75 ]                          |
| Edevaldo                     | Cavalo                         | —                          | 1977–1998                  | [ 76 ]                          |
| Edgar Davids                 | Pitbull                        | —                          | 1991–2014                  | [ 77 ]                          |
| Edílson                      | Capetinha                      | —                          | 1987–2010, 2016            | [ 78 ]                          |
| Edmundo                      | Animal                         | —                          | 1992–2012                  | [ 79 ]                          |
| Edu Marangon                 | Boy da Mooca                   | —                          | 1984–1997                  | [ 80 ]                          |
| Eduardo Jorge de Lima        | O Garoto de Ouro               | —                          | 1937–1954                  |                                 |
| Edwin van der Sar            | O Holandês Voador              | —                          | 1990–2011, 2016            |                                 |
| Elias Figueroa               | Don Elias                      | —                          | 1963–1983                  |                                 |
| Emerson                      | Sheik                          | —                          | 1998–2018                  | [ 81 ] [ 82 ]                   |
| Emerson Ferreira da Rosa     | Puma                           | —                          | 1992–2010                  | [ 83 ]                          |
| Emiliano Martínez            | Dibu                           | –                          | 2011–presente              |                                 |
| Enzo Francescoli             | El Príncipe                    | O Príncipe                 | 1980–1997                  |                                 |
| Eric Cantona                 | King Eric                      | Rei Eric                   | 1983–1997                  | [ 84 ]                          |
| Erling Haaland               | The Exterminator               | O Exterminador             | 2017–presente              | [ 85 ] [ 86 ]                   |
| Erling Haaland               | Cometa                         | —                          | 2017–presente              | [ 85 ] [ 86 ]                   |
| Erwin Sánchez                | Platini dos Andes              | –                          | 1987–2005                  | [ 87 ]                          |
| Euller                       | Filho do Vento                 | –                          | 1988–2011                  | [ 88 ]                          |
| Eusébio                      | Pantera Negra                  | —                          | 1957–1980                  | [ 89 ]                          |
| Eusebio Di Francesco         | DiFra                          | —                          | 1987–2005                  | [ 90 ]                          |
| Evandro Gama do Nascimento   | Chaveirinho                    | —                          | 1988–2009                  |                                 |
| Everaldo                     | Estrela de Ouro                | —                          | 1964–1974                  | [ 91 ]                          |
| Everton Sousa Soares         | Cebolinha                      | –                          | 2014–                      | [ 92 ]                          |
| Ézio                         | Super Ézio                     | –                          | 1986–1998                  | [ 93 ]                          |
| Fabrizio Ravanelli           | Penna Bianca                   | Pena Branca                | 1986–2005                  | [ 94 ]                          |
| Falcão                       | Rei de Roma                    | —                          | 1973–1986                  | [ 95 ]                          |
| Faustino Asprilla            | Tino                           | —                          | 1988–2004                  |                                 |
| Faustino Asprilla            | Octopus                        | Polvo                      | 1988–2004                  |                                 |
| Fausto dos Santos            | Maravilha Negra                | —                          | 1926–1938                  |                                 |
| Felipe                       | Maestro                        | —                          | 1996–2013                  |                                 |
| Felipe Melo                  | Pitbull                        | —                          | 2001–presente              | [ 96 ]                          |
| Félix                        | Gato Félix                     | —                          | 1953–1976                  | [ 97 ]                          |
| Ferenc Puskás                | Major Galopante                | —                          | 1943–1967                  | [ 98 ] [ 99 ]                   |
| Ferenc Puskás                | Öcsi                           | O Irmão Mais Novo          | 1943–1967                  | [ 98 ] [ 99 ]                   |
| Fernando Chalana             | Chalanix                       | —                          | 1976–1992                  |                                 |
| Fernando Chalana             | Pequeno Genial                 | —                          | 1976–1992                  |                                 |
| Fernando Gomes               | Bibota                         | —                          | 1974–1991                  |                                 |
| Fernando Redondo             | El Príncipe                    | O Príncipe                 | 1985–2004                  | [ 100 ]                         |
| Fernando Torres              | El Niño                        | O Menino                   | 2001–2019                  | [ 101 ] [ 102 ]                 |
| Fidélis                      | Touro Sentado                  | —                          | 1961–1981                  | [ 103 ]                         |
| Flávio Augusto do Nascimento | Caça-Rato                      | –                          | 2005–presente              | [ 104 ]                         |
| Flávio Augusto do Nascimento | CR7                            | —                          | 2005–presente              | [ 104 ]                         |
| Flávio Pinho                 | Gigante de Ébano               | —                          | 1949–1964                  |                                 |
| Francesco Totti              | Il Capitano                    | O Capitão                  | 1993–2017                  |                                 |
| Francisco Arce               | Chiqui                         | —                          | 1989–2006                  | [ 105 ]                         |
| Franco Baresi                | Piscinin                       | O Pequenino                | 1977–1997                  | [ 106 ]                         |
| Franz Beckenbauer            | Der Kaiser                     | O Imperador                | 1964–1983                  |                                 |
| Friaça                       | O Homem do Gol                 | —                          | 1943–1958                  | [ 107 ] [ 108 ]                 |
| Gabriel Barbosa              | Gabigol                        | –                          | 2013–presente              |                                 |
| Gabriel Barbosa              | Gabi                           | –                          | 2013–presente              |                                 |
| Gabriel Batistuta            | Batigol                        | —                          | 1988–2005                  |                                 |
| Garrincha                    | Alegria do Povo                | —                          | 1953–1972                  | [ 109 ] [ 110 ] [ 111 ]         |
| Garrincha                    | Anjo das Pernas Tortas         | —                          | 1953–1972                  | [ 109 ] [ 110 ] [ 111 ]         |
| Garrincha                    | Mané                           | —                          | 1953–1972                  | [ 109 ] [ 110 ] [ 111 ]         |
| George Best                  | The Belfast Boy                | O Garoto de Belfast        | 1963–1984                  | [ 112 ]                         |
| George Best                  | The Fifth Beatle               | O Quinto Beatle            | 1963–1984                  | [ 112 ]                         |
| George Weah                  | Diamante Negro                 | —                          | 1985–2003                  |                                 |
| George Weah                  | King George                    | Rei George                 | 1985–2003                  |                                 |
| Geovani Silva                | O Pequeno Príncipe             | –                          | 1980–2002                  | [ 113 ]                         |
| Gerd Müller                  | Der Bomber                     | O Bombardeiro              | 1960–1981                  |                                 |
| Germán Cano                  | Máquina de Gols                | —                          | 2007–presente              |                                 |
| Gérson                       | Canhotinha de Ouro             | —                          | 1959–1974                  | [ 114 ]                         |
| Gerson Santos da Silva       | Coringa                        | —                          | 2015–presente              | [ 115 ]                         |
| Gerson Santos da Silva       | Vapo-Vapo                      | —                          | 2015–presente              | [ 115 ]                         |
| Gheorghe Hagi                | Maradona dos Cárpatos          | —                          | 1982–2001                  |                                 |
| Gianfranco Zola              | Magic Box                      | Caixa Mágica               | 1984–2005                  | [ 116 ]                         |
| Gianfranco Zola              | Little Giant                   | Pequeno Gigante            | 1984–2005                  | [ 116 ]                         |
| Gianluca Lapadula            | Lapagol                        | —                          | 2007–presente              |                                 |
| Gianluca Lapadula            | El Bambino de Los Andes        | O Garoto dos Andes         | 2007–presente              |                                 |
| Gianluca Pessotto            | Professorino                   | O Professor                | 1989–2006                  | [ 117 ]                         |
| Gilberto Silva               | Invisible Wall                 | O Muro Invisível           | 1996–2013                  | [ 118 ]                         |
| Giorgian De Arrascaeta       | Arrasca                        | —                          | 2012–presente              | [ 119 ] [ 120 ]                 |
| Giorgian De Arrascaeta       | El Cocho                       | —                          | 2012–presente              | [ 119 ] [ 120 ]                 |
| Giorgian De Arrascaeta       | Arrascaneta                    | —                          | 2012–presente              | [ 119 ] [ 120 ]                 |
| Giorgian De Arrascaeta       | Regente                        | —                          | 2012–presente              | [ 119 ] [ 120 ]                 |
| Giovanni                     | Messias                        | —                          | 1992–2010                  | [ 121 ]                         |
| Giovanni Simeone             | Cholito                        | —                          | 2013–presente              |                                 |
| Giuseppe Bergomi             | Lo Zio                         | O Tio                      | 1979–1999                  | [ 122 ]                         |
| Gonzalo Higuaín              | Pipita                         | —                          | 2004–2022                  |                                 |
| Gyula Grosics                | Fekete Párduc                  | Pantera Negra              | 1945–1962                  |                                 |
| Hao Haidong                  | Alan Shearer chinês            | –                          | 1986–2007                  |                                 |
| Harry Kane                   | Hurricane                      | Furacão                    | 2009–presente              |                                 |
| Heleno de Freitas            | O Príncipe Maldito             | —                          | 1940–1953                  | [ 123 ]                         |
| Henrique Dourado             | Ceifador                       | —                          | 2010–presente              | [ 124 ]                         |
| Hernán Barcos                | El Pirata                      | O Pirata                   | 2003–presente              | [ 125 ]                         |
| Hernán Crespo                | Valdanito                      | –                          | 1993–2012                  | [ 126 ]                         |
| Hernane                      | Brocador                       | —                          | 2007–presente              | [ 127 ] [ 128 ]                 |
| Hernanes                     | Profeta                        | —                          | 2005–2022                  | [ 129 ] [ 130 ]                 |
| Horst Hrubesch               | Das Kopfball-Ungeheuer         | A Besta dos Cabeceios      | 1970–1986                  |                                 |
| Hugo Gatti                   | El Loco                        | —                          | 1962–1988                  |                                 |
| Hugo Sánchez                 | Hugol                          | —                          | 1976–1997                  |                                 |
| Hugo Sánchez                 | El Niño de Oro                 | O Menino de Ouro           | 1976–1997                  |                                 |
| Hugo Sánchez                 | Huguito                        | —                          | 1976–1997                  |                                 |
| Idário                       | Sangue Azul                    | —                          | 1949–?                     | [ 131 ]                         |
| Igor Protti                  | Il Principe                    | O Príncipe                 | 1983–2005                  | [ 132 ]                         |
| Iker Casillas                | San Iker                       | São Iker                   | 1997–2020                  |                                 |
| Iranildo                     | Chuchu                         | —                          | 1994–2016                  |                                 |
| Iván Hurtado                 | Bam-Bam                        | —                          | 1992–2012, 2015, 2018      |                                 |
| Iván Zamorano                | Bam-Bam                        | —                          | 1984–2003                  |                                 |
| Jael                         | O Cruel                        | —                          | 2007–presente              |                                 |
| Jairzinho                    | Furacão da Copa                | —                          | 1959–1981                  | [ 133 ]                         |
| Jan Tomaszewski              | O Homem que Parou a Inglaterra | –                          | 1963–1984                  | [ 134 ]                         |
| Jan Tomaszewski              | Tomek                          | —                          | 1963–1984                  | [ 134 ]                         |
| Jardel                       | Super Mário                    | —                          | 1990–2011                  |                                 |
| Jardel                       | Jardelão                       | —                          | 1990–2011                  |                                 |
| Jari Litmanen                | Kuningas                       | Rei                        | 1987–2011                  |                                 |
| Jari Litmanen                | Homem de Cristal               | –                          | 1987–2011                  |                                 |
| Jari Litmanen                | O Finlandês Voador             | –                          | 1987–2011                  |                                 |
| Jari Litmanen                | Litti                          | –                          | 1987–2011                  |                                 |
| Javier Hernández             | Chicharito                     | —                          | 2006–presente              |                                 |
| Javier Mascherano            | El Jefecito                    | O Chefinho                 | 2002–2020                  |                                 |
| Javier Zanetti               | Il Capitano                    | O Capitão                  | 1992–2014                  | [ 135 ] [ 136 ]                 |
| Javier Zanetti               | Il Trattore                    | O Trator                   | 1992–2014                  | [ 135 ] [ 136 ]                 |
| Jean-Pierre Papin            | JPP                            | —                          | 1983–2004, 2008–2009       |                                 |
| Jean-Pierre Papin            | Monsieur But                   | Senhor Gol                 | 1983–2004, 2008–2009       |                                 |
| Jesús Manuel Corona          | Tecatito                       | —                          | 2010–presente              | [ 137 ]                         |
| Johan Cruijff                | The Flying Dutchman            | O Holandês Voador          | 1964–1984                  | [ 138 ] [ 139 ] [ 140 ] [ 141 ] |
| Johan Cruijff                | El Flaco                       | O Magro                    | 1964–1984                  | [ 138 ] [ 139 ] [ 140 ] [ 141 ] |
| Johan Cruijff                | El Salvador                    | O Salvador                 | 1964–1984                  | [ 138 ] [ 139 ] [ 140 ] [ 141 ] |
| Johan Cruijff                | Nummer 14                      | Número 14                  | 1964–1984                  | [ 138 ] [ 139 ] [ 140 ] [ 141 ] |
| Johan Neeskens               | Johan II                       | —                          | 1968–1991                  |                                 |
| Johnny Herrera               | Superboy                       | —                          | 1998–2021                  | [ 142 ]                         |
| Jorge Campos                 | El Brody                       | —                          | 1988–2004                  |                                 |
| Jorge Campos                 | Jorgito                        | —                          | 1988–2004                  |                                 |
| Jorge Campos                 | El Inmortal                    | O Imortal                  | 1988–2004                  |                                 |
| Jorge Campos                 | La Leyenda del Arco            | A Lenda do Gol             | 1988–2004                  |                                 |
| Jorge Valdano                | El Filósofo del Fútbol         | O Filósofo do Futebol      | 1973–1987, 1990            |                                 |
| Jorge Valdivia               | El Mago                        | O Mago                     | 2002–2022                  | [ 143 ]                         |
| José Luis Chilavert          | Chila                          | —                          | 1982–2004                  |                                 |
| José Róbson do Nascimento    | Robgol                         | —                          | 1989–2007                  |                                 |
| José Sanfilippo              | El Nene                        | O Bebê                     | 1953–1978                  |                                 |
| José Soriano                 | El Caballero del Deporte       | O Cavalheiro do Esporte    | 1940–1947                  | [ 144 ]                         |
| José Torres                  | O Bom Gigante                  | —                          | 1957–1980                  |                                 |
| Juan Carlos Arce             | El Conejo                      | O Coelho                   | 2003–presente              | [ 145 ]                         |
| Juan Carlos Ferreyra         | El Tanque Ferreyra             | O Tanque                   | 2001–presente              | [ 146 ]                         |
| Juan Carlos Valerón          | El Mago                        | O Mago                     | 1994–2016                  | [ 147 ]                         |
| Juan Carlos Valerón          | El Flaco                       | O Magro                    | 1994–2016                  | [ 147 ]                         |
| Juan Carlos Valerón          | Palanca                        | —                          | 1994–2016                  | [ 147 ]                         |
| Juan Carlos Valerón          | El Maestro                     | O Maestro                  | 1994–2016                  | [ 147 ]                         |
| Juan Ramón Verón             | La Bruja                       | A Bruxa                    | 1962–1981                  | [ 148 ]                         |
| Juan Sebastián Verón         | La Brujita                     | A Bruxinha                 | 1994–2014                  | [ 148 ]                         |
| Júlio Baptista               | La Bestia                      | A Fera                     | 2000–2019                  | [ 149 ]                         |
| Julio Olarticoechea          | El Vasco                       | O Basco                    | 1976–1992                  |                                 |
| Julio Ricardo Cruz           | El Jardinero                   | O Jardineiro               | 1993–2010                  | [ 150 ]                         |
| Juninho Pernambucano         | Reizinho da Colina             | —                          | 1991–2013                  | [ 151 ]                         |
| Júnior                       | Maestro                        | —                          | 1974–1993                  | [ 152 ]                         |
| Júnior                       | Capacete                       | —                          | 1974–1993                  | [ 152 ]                         |
| Júnior                       | Vovô-Garoto                    | —                          | 1974–1993                  | [ 152 ]                         |
| Jürgen Klinsmann             | Klinsi                         | —                          | 1981–1998, 2003            | [ 153 ]                         |
| Jürgen Klinsmann             | Bombardeiro Dourado            | —                          | 1981–1998, 2003            | [ 153 ]                         |
| Jürgen Klinsmann             | Kataklinsmann                  | —                          | 1981–1998, 2003            | [ 153 ]                         |
| Kaká                         | Il Bambino D'Oro               | O Menino de Ouro           | 1999–2017                  | [ 154 ] [ 155 ]                 |
| Karl-Heinz Riedle            | Air Riedle                     | –                          | 1983–2001                  | [ 156 ]                         |
| Karl-Heinz Rummenigge        | Kalle                          | –                          | 1974–1989                  | [ 157 ]                         |
| Kazuyoshi Miura              | King Kazu                      | Rei Kazu                   | 1986–presente              |                                 |
| Kennet Andersson             | Kennetone                      | —                          | 1985–2002, 2005            | [ 158 ]                         |
| Kennet Andersson             | Kneten                         | —                          | 1985–2002, 2005            | [ 158 ]                         |
| Kenny Dalglish               | King Kenny                     | Rei Kenny                  | 1967–1990                  |                                 |
| Keno                         | Kenômeno                       | —                          | 2008–presente              |                                 |
| Kerlon                       | Foquinha                       | —                          | 2005–2017                  | [ 159 ]                         |
| Kevin Keegan                 | Mighty Mouse                   | —                          | 1968–1984                  |                                 |
| Klas Ingesson                | Knabbe                         | —                          | 1986–2001                  | [ 160 ]                         |
| Kléber                       | Gladiador                      | —                          | 2003–2020                  | [ 161 ] [ 162 ]                 |
| Kubilay Türkyılmaz           | Kubi                           | —                          | 1986–2001, 2014–2015       | [ 163 ]                         |
| Kylian Mbappé                | Tartaruga                      | —                          | 2015–presente              | [ 164 ]                         |
| Kylian Mbappé                | Donatello                      | —                          | 2015–presente              | [ 164 ]                         |
| Kylian Mbappé                | Kiki                           | —                          | 2015–presente              | [ 164 ]                         |
| Ladislao Mazurkiewicz        | Mazurka                        | —                          | 1963–1981                  |                                 |
| Ladislao Mazurkiewicz        | El Polaco                      | O Polaco                   | 1963–1981                  |                                 |
| Leandro                      | Peixe-frito                    | —                          | 1979–1990                  | [ 165 ]                         |
| Lennart Skoglund             | Nacka                          | –                          | 1946–1967                  | [ 166 ]                         |
| Leonardo Astrada             | El Jefe                        | O Chefe                    | 1989–2003                  |                                 |
| Leônidas da Silva            | O Diamante Negro               | —                          | 1929–1950                  | [ 167 ] [ 168 ]                 |
| Leônidas da Silva            | Homem Borracha                 | —                          | 1929–1950                  | [ 167 ] [ 168 ]                 |
| Lev Yashin                   | O Aranha Negra                 | —                          | 1949–1971                  | [ 169 ]                         |
| Liam Brady                   | Chippy                         | —                          | 1973–1990                  | [ 170 ]                         |
| Liedson                      | Levezinho                      | —                          | 1997–2013                  |                                 |
| Liedson                      | Liedshow                       | —                          | 1997–2013                  |                                 |
| Lionel Messi                 | La Pulga                       | A Pulga                    | 2003–presente              | [ 171 ] [ 172 ]                 |
| Lionel Messi                 | ET                             | —                          | 2003–presente              | [ 171 ] [ 172 ]                 |
| Lothar Matthäus              | Der Panzer                     | O Tanque                   | 1979–2000                  | [ 173 ]                         |
| Lúcio Flávio                 | Pelé Branco                    | —                          | 1997–2017                  | [ 174 ]                         |
| Luigi Riva                   | Rombo di Tuono                 | Estouro do Trovão          | 1962–1976                  | [ 175 ]                         |
| Luís Fabiano                 | Fabuloso                       | —                          | 1998–2017                  | [ 176 ]                         |
| Luís Oliveira                | Il Falco                       | O Falcão                   | 1988–2011                  | [ 177 ]                         |
| Luís Oliveira                | Lulù                           | —                          | 1988–2011                  | [ 177 ]                         |
| Luís Pereira                 | Luís Chevrolet                 | —                          | 1967–1997                  |                                 |
| Luís Pereira                 | King Kong                      | —                          | 1967–1997                  |                                 |
| Luís Pereira                 | El Defensa Espectáculo         | Zagueiro Espetáculo        | 1967–1997                  |                                 |
| Luís Pereira                 | El Mago                        | O Mago                     | 1967–1997                  |                                 |
| Luís Pereira                 | Maestro                        | —                          | 1967–1997                  |                                 |
| Luis Ramírez                 | Cachito Ramírez                | —                          | 2003–presente              | [ 178 ]                         |
| Luis Suárez                  | El Pistolero                   | O Pistoleiro               | 2005–presente              | [ 179 ] [ 180 ] [ 181 ]         |
| Luis Suárez                  | Luisito                        | —                          | 2005–presente              | [ 179 ] [ 180 ] [ 181 ]         |
| Luizinho                     | Pequeno Polegar                | —                          | 1948–1967                  | [ 182 ]                         |
| Magno Alves                  | Magnata                        | —                          | 1993–2022                  | [ 183 ]                         |
| Maicosuel                    | Mago                           | —                          | 2005–presente              | [ 184 ]                         |
| Manuel Bento                 | Homem de Borracha              | —                          | 1966–1992                  |                                 |
| Manuel Bento                 | A Muralha da Luz               | —                          | 1966–1992                  |                                 |
| Marcel Desailly              | The Rock                       | A Rocha                    | 1986–2005                  | [ 185 ]                         |
| Marcelinho Carioca           | Pé de Anjo                     | —                          | 1988–2010                  | [ 186 ]                         |
| Marcelo Gallardo             | El Muñeco                      | O Boneco                   | 1992–2011                  |                                 |
| Marcelo Grohe                | Milagrohe                      | –                          | 2005–presente              | [ 187 ]                         |
| Marcelo Moreno               | Flecheiro                      | —                          | 2005–2024                  |                                 |
| Marcelo Salas                | El Matador                     | O Matador                  | 1993–2008                  |                                 |
| Marco Etcheverry             | El Diablo                      | O Diabo                    | 1986–2004                  |                                 |
| Marco Materazzi              | L'eroe di Berlino              | O Herói de Berlim          | 1993–2011, 2014–2015       | [ 188 ]                         |
| Marco Materazzi              | Matrix                         | —                          | 1993–2011, 2014–2015       | [ 188 ]                         |
| Marco van Basten             | San Marco                      | São Marco                  | 1982–1993                  |                                 |
| Marco van Basten             | Nederlandse Zwaan              | Cisne Holandês             | 1982–1993                  |                                 |
| Marco van Basten             | Utrechtse Zwaan                | Cisne de Utrecht           | 1982–1993                  |                                 |
| Marcos                       | São Marcos                     | —                          | 1992–2012                  | [ 189 ]                         |
| Marcos Júnior                | Kuririn                        | —                          | 2012–presente              | [ 190 ]                         |
| Marinho Chagas               | Bruxa                          | —                          | 1967–1988                  | [ 191 ] [ 192 ] [ 193 ]         |
| Marinho Chagas               | Diabo Loiro                    | —                          | 1967–1988                  | [ 191 ] [ 192 ] [ 193 ]         |
| Marinho Chagas               | Canhão do Nordeste             | —                          | 1967–1988                  | [ 191 ] [ 192 ] [ 193 ]         |
| Mario Balotelli              | Super Mario                    | —                          | 2005–presente              | [ 194 ]                         |
| Mário Coluna                 | Monstro Sagrado                | —                          | 1951–1972                  |                                 |
| Mario Gómez                  | Super Mario                    | —                          | 2003–2020                  | [ 195 ]                         |
| Masami Ihara                 | Mr. Marinos                    | —                          | 1990–2002                  |                                 |
| Masashi Nakayama             | Gon                            | —                          | 1990–2012, 2015–2020       |                                 |
| Masashi Nakayama             | Taicho                         | —                          | 1990–2012, 2015–2020       |                                 |
| Massimo Agostini             | Condor                         | —                          | 1983–2003, 2006–2008       | [ 196 ]                         |
| Massimo Bonini               | Maratoneta                     | Maratonista                | 1977–1995                  | [ 197 ]                         |
| Massimo Bonini               | I Polmoni di Platini           | Pulmões de Platini         | 1977–1995                  | [ 197 ]                         |
| Massimo Maccarone            | Macca                          | —                          | 1997–2020                  | [ 198 ]                         |
| Massimo Maccarone            | Big Mac                        | —                          | 1997–2020                  | [ 198 ]                         |
| Matthias Sammer              | Barão Vermelho                 | —                          | 1985–1998                  |                                 |
| Matthias Sammer              | Head-to-Phosphor               | Cabeça-de-Fósforo          | 1985–1998                  |                                 |
| Matthias Sindelar            | Der Papierene                  | Homem de Papel             | 1921–1938                  | [ 199 ]                         |
| Mesut Özil                   | Mágico de Oz                   | —                          | 2006–2023                  |                                 |
| Michel Preud'homme           | Saint Michel                   | São Michel                 | 1977–1999                  |                                 |
| Michael Owen                 | Golden Boy                     | Garoto de Ouro             | 1996–2013                  |                                 |
| Mo Johnston                  | MoJo                           | —                          | 1981–2001                  | [ 200 ]                         |
| Mo Johnston                  | Super Mo                       | —                          | 1981–2001                  | [ 200 ]                         |
| Mohamed Al-Deayea            | Fenômeno da Terra              | —                          | 1989–2010                  | [ 201 ]                         |
| Mohamed Salah                | The Egyptian King              | O Rei Egípcio              | 2010–presente              | [ 202 ]                         |
| Navarro Montoya              | El Mono                        | –                          | 1984–2009                  |                                 |
| Neto                         | Xodó da Fiel                   | —                          | 1984–1999                  | [ 200 ]                         |
| Neto                         | Craque Neto                    | —                          | 1984–1999                  | [ 200 ]                         |
| Neymar                       | Ney                            | —                          | 2009–presente              |                                 |
| Neymar                       | Craque Moicano                 | —                          | 2009–presente              |                                 |
| Neymar                       | Príncipe do Gol                | —                          | 2009–presente              |                                 |
| Nílton Santos                | A Enciclopédia do Futebol      | —                          | 1948–1964                  | [ 203 ] [ 204 ]                 |
| Nunes                        | Artilheiro das Decisões        | —                          | 1974–1992                  |                                 |
| Nunes                        | Cabelo de Fogo                 | —                          | 1974–1992                  |                                 |
| Nunes                        | João Danado                    | —                          | 1974–1992                  |                                 |
| Nwankwo Kanu                 | Papillo                        | —                          | 1992–2012                  | [ 205 ]                         |
| Nwankwo Kanu                 | El Rey                         | Rei                        | 1992–2012                  | [ 205 ]                         |
| Obafemi Martins              | Oba-Oba                        | —                          | 2000–2020                  | [ 206 ]                         |
| Obdulio Varela               | El Negro Jefe                  | O Chefe Negro              | 1936–1956                  |                                 |
| Oberdan Cattani              | Fortaleza Voadora              | —                          | 1940–1955                  | [ 207 ]                         |
| Obina                        | Anjo Negro                     | —                          | 2002–2018                  | [ 208 ] [ 209 ]                 |
| Ole Gunnar Solskjær          | Baby-faced Assassin'           | Assassino com Cara de Bebê | 1990–2007                  |                                 |
| Oliver Kahn                  | Muralha                        | —                          | 1987–2008                  |                                 |
| Oliver Kahn                  | Vul-Kahn                       | —                          | 1987–2008                  |                                 |
| Oliver Kahn                  | Titã                           | —                          | 1987–2008                  |                                 |
| Oliver Kahn                  | King Kahn                      | Rei Kahn                   | 1987–2008                  |                                 |
| Omar Asad                    | El Turco                       | O Turco                    | 1992–2000                  | [ 210 ]                         |
| Orlando                      | Pingo de Ouro                  | —                          | 1942–1957                  | [ 211 ]                         |
| Óscar Pérez Rojas            | El Conejo                      | O Coelho                   | 1993–2019                  |                                 |
| Paolo Rossi                  | Il Bambino d'Oro               | O Garoto de Ouro           | 1973–1987                  | [ 212 ]                         |
| Paolo Rossi                  | Pablito                        | —                          | 1973–1987                  | [ 212 ]                         |
| Pasquale Bruno               | O' Animale                     | O Animal                   | 1979–2003                  | [ 213 ]                         |
| Paul Gascoigne               | Gazza                          | —                          | 1985–2004                  | [ 214 ]                         |
| Paulo Cézar Lima             | Caju                           | —                          | 1967–1983                  |                                 |
| Paulo Dybala                 | La Joya                        | A Joia                     | 2011–presente              |                                 |
| Paul Ince                    | The Guv'nor                    | O Chefe                    | 1984–2007                  | [ 215 ]                         |
| Paulo Nunes                  | Diabo Loiro                    | —                          | 1990–2003                  | [ 216 ]                         |
| Paulo Sérgio Rosa            | Viola                          | —                          | 1986–2016                  |                                 |
| Pavel Nedvěd                 | Furia Ceca                     | Fúria Tcheca               | 1991–2009, 2017–2018       |                                 |
| Pedro                        | Don Pedron                     | –                          | 2016–presente              |                                 |
| Pedro                        | Artilheiro da Reverência       | —                          | 2016–presente              |                                 |
| Pedro Francisco Garcia       | Tupãzinho                      | —                          | 1987–2004                  |                                 |
| Pedro Francisco Garcia       | Talismã da Fiel                | —                          | 1987–2004                  |                                 |
| Pedro Grané                  | Canhão 420                     | —                          | 1917–1934                  | [ 217 ]                         |
| Pedro Rocha                  | El Verdugo                     | O Carrasco                 | 1959–1980                  |                                 |
| Pelé                         | Rei do Futebol                 | —                          | 1956–1977                  | [ 218 ] [ 219 ]                 |
| Pelé                         | Atleta do Século               | —                          | 1956–1977                  | [ 218 ] [ 219 ]                 |
| Pepe                         | Canhão da Vila                 | —                          | 1954–1969                  | [ 220 ]                         |
| Peter Schmeichel             | The Great Dane                 | O Grande Dinamarquês       | 1981–2003                  | [ 221 ] [ 222 ]                 |
| Peter Shilton                | The Guv'nor                    | O Chefe                    | 1966–1997                  |                                 |
| Pierre-Emerick Aubameyang    | Auba                           | —                          | 2007–presente              |                                 |
| Pierre-Emerick Aubameyang    | Raio Amarelo                   | —                          | 2007–presente              |                                 |
| Pierre-Emerick Aubameyang    | Batman                         | —                          | 2007–presente              |                                 |
| Pietro Vierchowod            | Zar                            | O Czar                     | 1976–2000                  | [ 223 ]                         |
| Rafael Márquez               | El Kaiser de Michoacán         | O Kaiser de Michoacán      | 1996–2018                  |                                 |
| Rafael Moura                 | He-Man                         | —                          | 2003–2021                  | [ 224 ] [ 225 ]                 |
| Raí                          | Terror do Morumbi              | —                          | 1984–2000                  |                                 |
| Ramiro Castillo              | El Chocolatín                  | —                          | 1984–1997                  |                                 |
| Raúl González                | Raúl Madrid                    | —                          | 1994–2015                  |                                 |
| Raúl González                | Gran Capitán                   | Grande Capitão             | 1994–2015                  |                                 |
|                              |                                |                            |                            |                                 |
| Reinaldo                     | Rei                            | —                          | 1973–1988                  |                                 |
| Reinaldo                     | Rei do Mineirão                | –                          | 1973–1988                  |                                 |
| Reinaldo Felisbino           | Lela                           | —                          | 1976–1995                  | [ 226 ]                         |
| Reinaldo Felisbino           | Mentira                        | –                          | 1976–1995                  | [ 226 ]                         |
| Reinaldo Manoel da Silva     | Kingnaldo                      | —                          | 2009–presente              | [ 227 ]                         |
| Renato                       | Oito de Ouro                   | —                          | 1996–2018                  | [ 228 ]                         |
| Renato Gaúcho                | Renight                        | —                          | 1981–1999                  |                                 |
| René Higuita                 | El Loco                        | —                          | 1985–2004, 2007–2010       |                                 |
| Ricardo Quaresma             | Malabarista da Bola            | —                          | 2000–2023                  |                                 |
| Ricardo Quaresma             | Harry Potter                   | —                          | 2000–2023                  |                                 |
| Ricardo Quaresma             | Mustang Português              | —                          | 2000–2023                  |                                 |
| Ricardo Quaresma             | Rei da Trivela                 | —                          | 2000–2023                  |                                 |
| Ricardo Quaresma             | El Cigano                      | O Cigano                   | 2000–2023                  |                                 |
| Ricardo Quaresma             | RQ7                            | —                          | 2000–2023                  |                                 |
| Ricardo Quaresma             | Lelito                         | —                          | 2000–2023                  |                                 |
| Ricardo Rocha                | Xerife                         | —                          | 1982–1998                  | [ 229 ] [ 230 ]                 |
| Richarlison de Andrade       | Pombo                          | —                          | 2015–presente              |                                 |
| Richarlyson                  | Ricky                          | —                          | 2001–2021                  | [ 231 ]                         |
| Rivellino                    | Patada Atômica                 | —                          | 1965–1981                  | [ 232 ] [ 233 ]                 |
| Rivellino                    | Reizinho do Parque             | —                          | 1965–1981                  | [ 232 ] [ 233 ]                 |
| Rivellino                    | Riva                           | —                          | 1965–1981                  | [ 232 ] [ 233 ]                 |
| Rivellino                    | Bigode                         | —                          | 1965–1981                  | [ 232 ] [ 233 ]                 |
| Rivellino                    | Príncipe das Laranjeiras       | —                          | 1965–1981                  | [ 232 ] [ 233 ]                 |
| Robert Lewandowski           | Lewa                           | —                          | 2004–presente              |                                 |
| Roberto Baggio               | Il Codino Divino               | Rabo-de-Cavalo Divino      | 1982–2004                  | [ 234 ]                         |
| Roberto Baggio               | Roby                           | —                          | 1982–2004                  | [ 234 ]                         |
| Roberto Belangero            | O Professor                    | —                          | 1942–1963                  | [ 235 ] [ 236 ]                 |
| Roberto Firmino              | Bobby                          | —                          | 2009–presente              | [ 237 ]                         |
| Roberto Mancini              | Mancio                         | —                          | 1981–2001                  | [ 238 ]                         |
| Roberto Sensini              | Boquita                        | —                          | 1986–2006                  | [ 239 ]                         |
| Roberto Sensini              | Nonno                          | Avô                        | 1986–2006                  | [ 239 ]                         |
| Robin van Persie             | The Flying Dutchman            | O Holandês Voador          | 2001–2019                  | [ 240 ] [ 241 ] [ 242 ] [ 243 ] |
| Robinho                      | Rei das Pedaladas              | –                          | 2001–2021                  |                                 |
| Rodolfo Fischer              | El Lobo Fischer                | O Lobo                     | 1965–1981                  | [ 244 ] [ 245 ]                 |
| Rodrygo                      | Rayo                           | Raio                       | 2017–presente              | [ 246 ]                         |
| Rogério Ceni                 | M1to                           | –                          | 1990–2015                  |                                 |
| Romário                      | Baixinho                       | —                          | 1985–2009, 2024–presente   | [ 109 ]                         |
| Romário                      | Rei do Gol                     | —                          | 1985–2009, 2024–presente   | [ 109 ]                         |
| Romário                      | Gênio da Grande Área           | —                          | 1985–2009, 2024–presente   | [ 109 ]                         |
| Romeu                        | Cambalhota                     | —                          | 1970–1983                  | [ 247 ]                         |
| Ronald Koeman                | Rambo                          | —                          | 1980–1997                  |                                 |
| Ronald Koeman                | Het kleine sneeuwvlokje        | O Pequeno Floco de Neve    | 1980–1997                  |                                 |
| Ronaldo                      | Fenômeno                       | —                          | 1993–2011                  | [ 248 ]                         |
| Ronaldo                      | R9                             | —                          | 1993–2011                  | [ 248 ]                         |
| Ronaldinho Gaúcho            | R10                            | —                          | 1998–2015                  |                                 |
| Ronaldinho Gaúcho            | Bruxo                          | —                          | 1998–2015                  |                                 |
| Ronaldinho Gaúcho            | Rei do Drible                  | —                          | 1998–2015                  |                                 |
| Rondinelli                   | Deus da Raça                   | —                          | 1971–1986                  | [ 249 ]                         |
| Rony                         | Rústico                        | —                          | 2014–presente              | [ 250 ]                         |
| Rubén Navarro                | Hacha Brava                    | —                          | 1954–1968                  | [ 251 ]                         |
| Rubén Paz                    | Charrua                        | —                          | 1977–2000                  |                                 |
| Rubén Paz                    | Cabeza                         | —                          | 1977–2000                  |                                 |
| Rudi Völler                  | Alemão Voador                  | —                          | 1977–1996                  | [ 252 ]                         |
| Rudi Völler                  | Tante Käthe                    | Tia Käthe                  | 1977–1996                  | [ 252 ]                         |
| Rui Bento                    | Pequeno Baresi                 | —                          | 1991–2004                  |                                 |
| Rui Costa                    | Maestro                        | —                          | 1990–2008                  | [ 253 ]                         |
| Ruud Gullit                  | Tulipa Negra                   | —                          | 1979–1998                  |                                 |
| Ruy                          | Cabeção                        | —                          | 1999–2015                  |                                 |
| Saeed Al-Owairan             | Maradona das Arábias           | —                          | 1988–2001                  | [ 254 ]                         |
| Salvatore Schillaci          | Totò                           | —                          | 1982–1997                  | [ 255 ]                         |
| Salvatore Schillaci          | L'eroe delle Notti Magiche     | Herói das Noites Mágicas   | 1982–1997                  | [ 255 ]                         |
| Sandro Sotilli               | Sotigol                        | —                          | 1992–2014                  |                                 |
| Sandro Sotilli               | Alemão Matador                 | —                          | 1992–2014                  |                                 |
| Santiago Silva               | El Tanque Silva                | O Tanque                   | 1998–2022                  | [ 256 ]                         |
| Sávio                        | Anjo Loiro da Gávea            | —                          | 1992–2010                  | [ 257 ]                         |
| Sebastián Abreu              | El Loco Abreu                  | Loco Abreu                 | 1996–2021                  | [ 258 ]                         |
| Sebastian Giovinco           | Formiga Atômica                | —                          | 2006–2014                  |                                 |
| Sebastian Giovinco           | Seba                           | —                          | 2006–2014                  |                                 |
| Sebastián González           | Chamagol                       | –                          | 1998–2014                  |                                 |
| Sebastiano Rossi             | Ascensore Umano                | Elevador Humano            | 1979–2003                  | [ 259 ]                         |
| Sepp Maier                   | Die Katze                      | O Gato                     | 1962–1979                  |                                 |
| Sergey Aleynikov             | Garoto do Parque Gorki         | —                          | 1981–1998                  | [ 260 ]                         |
| Sergio Agüero                | Kun                            | –                          | 2002–2021                  |                                 |
| Sergio Goycochea             | El Tapa Penales                | —                          | 1980–1998                  |                                 |
| Sergio Goycochea             | Goyco                          | —                          | 1980–1998                  |                                 |
| Servílio                     | O Bailarino                    | —                          | 1933–1950                  | [ 261 ]                         |
| Sócrates                     | Doutor Sócrates                | —                          | 1974–1989, 2004            | [ 262 ] [ 263 ]                 |
| Sócrates                     | Magrão                         | —                          | 1974–1989, 2004            | [ 262 ] [ 263 ]                 |
| Stanley Matthews             | The Wizard of the Dribble      | O Mago do Drible           | 1932–1965                  | [ 264 ]                         |
| Stefan Effenberg             | Der Tiger                      | O Tigre                    | 1985–2004                  | [ 265 ]                         |
| Stefan Effenberg             | Effe                           | –                          | 1985–2004                  | [ 265 ]                         |
| Stephan El Shaarawy          | Il Faraone                     | O Faraó                    | 2008–presente              | [ 266 ] [ 267 ] [ 268 ]         |
| Stephan El Shaarawy          | Il Piccolo Faraone             | O Pequeno Faraó            | 2008–presente              | [ 266 ] [ 267 ] [ 268 ]         |
| Steven Gerrard               | Captain Fantastic              | O Capitão Fantástico       | 1998–2016                  |                                 |
| Stuart Pearce                | Psycho                         | —                          | 1979–2002, 2016            |                                 |
| Tarciso                      | Flecha Negra                   | —                          | 1970–1990                  |                                 |
| Teófilo Cubillas             | El Nene                        | O Bebê                     | 1966–1989                  |                                 |
| Thiago Silva                 | Monstro                        | —                          | 2003–presente              | [ 269 ] [ 270 ]                 |
| Thomas Ravelli               | Príncipe dos Palhaços          | —                          | 1978–1999, 2005            | [ 271 ]                         |
| Toninho Cerezo               | Patrão da Bola                 | —                          | 1972–1997                  | [ 272 ]                         |
| Toninho Cerezo               | Capitão da Paz                 | —                          | 1972–1997                  | [ 272 ]                         |
| Toninho Cerezo               | Pluto                          | —                          | 1972–1997                  | [ 272 ]                         |
| Tony Adams                   | Mr. Arsenal                    | Senhor Arsenal             | 1983–2002                  |                                 |
| Tore André Flo               | Flonaldo                       | —                          | 1993–2012                  | [ 273 ]                         |
| Tostão                       | Mineirinho de Ouro             | —                          | 1963–1973                  | [ 274 ] [ 275 ]                 |
| Trifon Ivanov                | Lobo Búlgaro                   | —                          | 1983–2001                  | [ 276 ]                         |
| Tuffy                        | O Satanás                      | —                          | 1919–1931                  | [ 277 ]                         |
| Túlio                        | Maravilha                      | —                          | 1988–2015, 2018–2019, 2022 |                                 |
| Túlio                        | Rei do Marketing               | —                          | 1988–2015, 2018–2019, 2022 |                                 |
| Ubaldo Fillol                | El Pato                        | —                          | 1969–1991                  |                                 |
| Vágner Love                  | Artilheiro do Amor             | —                          | 2002–presente              | [ 278 ]                         |
| Valdeir Celso Moreira        | The Flash                      | —                          | 1986–2003                  | [ 279 ]                         |
| Vampeta                      | Velho Vamp                     | —                          | 1993–2011                  |                                 |
| Vavá                         | Peito de Aço                   | —                          | 1952–1969                  | [ 280 ] [ 281 ]                 |
| Vavá                         | Leão da Copa                   | —                          | 1952–1969                  | [ 280 ] [ 281 ]                 |
| Victor Leandro Bagy          | São Victor                     | –                          | 2001–2021                  | [ 282 ]                         |
| Vincenzo Montella            | L'Aeroplanino                  | O Avião                    | 1990–2009                  | [ 283 ]                         |
| Vinícius Júnior              | Vini Malvadeza                 | —                          | 2017–presente              | [ 284 ]                         |
| Walter Casagrande            | Casão                          | –                          | 1980–1996                  | [ 285 ]                         |
| Walter Gaitán                | El Chueco                      | O Torto                    | 1997–2012                  | [ 286 ]                         |
| Walter Gaitán                | El Divino                      | O Divino                   | 1997–2012                  | [ 286 ]                         |
| Walter Zenga                 | Homem-Aranha                   | –                          | 1978–1999                  | [ 287 ]                         |
| Washington                   | Coração Valente                | —                          | 1993–2011                  | [ 288 ]                         |
| Wayne Rooney                 | Shrek                          | –                          | 2002–2021                  |                                 |
| Wesley Sneijder              | Sniper                         | –                          | 2002–2019                  |                                 |
| Xavi                         | El Maestro                     | O Maestro                  | 1997–2019                  |                                 |
| Xavi                         | La Computadora                 | O Computador               | 1997–2019                  |                                 |
| Xavi                         | The Puppet Master              | O Mestre das Marionetes    | 1997–2019                  |                                 |
| Zagallo                      | Formiguinha                    | —                          | 1948–1965                  | [ 289 ] [ 290 ]                 |
| Zagallo                      | Velho Lobo                     | —                          | 1948–1965                  | [ 289 ] [ 290 ]                 |
| Zé Carlos                    | Zé Grandão                     | —                          | 1983–2000                  |                                 |
| Zé Elias                     | Zé da Fiel                     | —                          | 1993–2009                  | [ 291 ]                         |
| Zé Maria                     | Super Zé                       | —                          | 1967–1984                  | [ 292 ]                         |
| Zico                         | Galinho de Quintino            | —                          | 1971–1994                  | [ 293 ]                         |
| Zico                         | Deus do Futebol                | —                          | 1971–1994                  | [ 293 ]                         |
| Zico                         | Kral Arthur                    | Rei Arthur                 | 1971–1994                  | [ 293 ]                         |
| Zinédine Zidane              | Zizou                          | —                          | 1989–2006                  |                                 |
| Zito                         | O Gerente                      | —                          | 1951–1967                  | [ 294 ]                         |
| Zizinho                      | Mestre Ziza                    | —                          | 1939–1962                  | [ 295 ]                         |
| Zlatan Ibrahimović           | Ibra                           | —                          | 1999–2023                  |                                 |
| Zlatan Ibrahimović           | Ibracadabra                    | —                          | 1999–2023                  |                                 |

## Treinadores
| Jogador              | Apelido           | Apelido             | Período em atividade | Ref.    |
| Jogador              | Original          | Em português        | Período em atividade | Ref.    |
| -------------------- | ----------------- | ------------------- | -------------------- | ------- |
| Abel Braga           | Abelão            | —                   | 1985–2022            |         |
| Arrigo Sacchi        | Mágico de Milão   | —                   | 1982–2001            |         |
| Carlos Bianchi       | El Virrey         | O Vice-rei          | 1985–2014            |         |
| Carlos Bianchi       | El Pelado         | —                   | 1985–2014            |         |
| Carlos Bianchi       | Mr. Libertadores  | Senhor Libertadores | 1985–2014            |         |
| Flávio Araújo        | Rei do Acesso     | —                   | 1998–presente        |         |
| Giovanni Trapattoni  | Trap              | —                   | 1974–2013            |         |
| Givanildo Oliveira   | Giva              | —                   | 1983–presente        | [ 296 ] |
| Givanildo Oliveira   | Rei do Acesso     | —                   | 1983–presente        | [ 296 ] |
| Givanildo Oliveira   | Rei de Pernambuco | —                   | 1983–presente        | [ 296 ] |
| Helenio Herrera      | H. H.             | —                   | 1944–1981            |         |
| Helenio Herrera      | El Mago           | O Mago              | 1944–1981            |         |
| Joel Santana         | Papai Joel        | —                   | 1981–2017            |         |
| Jorge Jesus          | Mister            | —                   | 1989–presente        |         |
| Jorge Jesus          | JJ                | —                   | 1989–presente        |         |
| José Mourinho        | Special One       | —                   | 1987–presente        |         |
| José Mourinho        | Mou               | —                   | 1987–presente        |         |
| Lisca                | Doido             | —                   | 1997–presente        | [ 297 ] |
| Marcelo Bielsa       | El Loco           | —                   | 1980–presente        |         |
| Maurício Simões      | Rei do Nordeste   | —                   | 1989–2011            |         |
| Otto Rehhagel        | King Otto         | Rei Otto            | 1972–2012            |         |
| Rabah Saâdane        | O Sheik           | —                   | 1979–2014            |         |
| Rinus Michels        | General de Ferro  | —                   | 1965–1992            |         |
| Telê Santana         | Mestre            | —                   | 1967–1995            |         |
| Vanderlei Luxemburgo | Luxa              | —                   | 1980–presente        |         |
| Vanderlei Luxemburgo | Pofexô            | —                   | 1980–presente        |         |

## Partidas

### Entre seleções
| Data                   | Mandante           | Placar | Visitante          | Local                  | Competição            | Apelido                     | Ref.                            |
| ---------------------- | ------------------ | ------ | ------------------ | ---------------------- | --------------------- | --------------------------- | ------------------------------- |
| 14 de novembro de 1934 | Inglaterra         | 3–2    | Itália             | Londres (ING)          | Amistoso              | Batalha de Highbury         | [ 298 ]                         |
| 12 de junho de 1938    | Brasil             | 1–1    | Tchecoslováquia    | Bordeaux (FRA)         | Copa do Mundo         | Batalha de Bordeaux         |                                 |
| 29 de junho de 1950    | Estados Unidos     | 1–0    | Inglaterra         | Belo Horizonte (BRA)   | Copa do Mundo         | O Milagre de Belo Horizonte |                                 |
| 16 de julho de 1950    | Brasil             | 1–2    | Uruguai            | Rio de Janeiro (BRA)   | Copa do Mundo         | Maracanazo                  |                                 |
| 25 de novembro de 1953 | Inglaterra         | 3–6    | Hungria            | Londres (ING)          | Amistoso              | Jogo do Século              |                                 |
| 26 de junho de 1954    | Áustria            | 7–5    | Suíça              | Lausana (SUI)          | Copa do Mundo         | Batalha Quente de Laussane  |                                 |
| 27 de junho de 1954    | Hungria            | 4–2    | Brasil             | Berna (SUI)            | Copa do Mundo         | Batalha de Berna            |                                 |
| 4 de julho de 1954     | Alemanha Ocidental | 3–2    | Hungria            | Berna (SUI)            | Copa do Mundo         | Milagre de Berna            |                                 |
| 2 de junho de 1962     | Chile              | 2–0    | Itália             | Santiago (CHI)         | Copa do Mundo         | Batalha de Santiago         |                                 |
| 17 de junho de 1970    | Itália             | 4–3    | Alemanha Ocidental | Cidade do México (MEX) | Copa do Mundo         | Jogo do Século              |                                 |
| 21 de junho de 1978    | Áustria            | 3–2    | Alemanha Ocidental | Córdoba (ARG)          | Copa do Mundo         | Milagre de Córdoba          |                                 |
| 19 de dezembro de 1981 | Arábia Saudita     | 0–5    | Nova Zelândia      | Riad (SAU)             | Eliminatórias da Copa | O Milagre Kiwi em Riad      | [ 299 ]                         |
| 25 de junho de 1982    | Alemanha Ocidental | 1–0    | Áustria            | Gijón (ESP)            | Copa do Mundo         | Jogo da Vergonha            |                                 |
| 5 de julho de 1982     | Brasil             | 2–3    | Itália             | Barcelona (ESP)        | Copa do Mundo         | Tragédia do Sarriá          |                                 |
| 31 de março de 2004    | Uruguai            | 0–3    | Venezuela          | Montevidéu (URU)       | Eliminatórias da Copa | Centenariazo                | [ 300 ] [ 301 ]                 |
| 28 de outubro de 1993  | Iraque             | 2–2    | Japão              | Doha (QAT)             | Eliminatórias da Copa | Agonia de Doha              |                                 |
| 18 de agosto de 2004   | Haiti              | 0–6    | Brasil             | Porto Príncipe (HAI)   | Amistoso              | Jogo da Paz                 |                                 |
| 25 de junho de 2006    | Portugal           | 1–0    | Países Baixos      | Nuremberg (ALE)        | Copa do Mundo         | Batalha de Nuremberg        |                                 |
| 8 de julho de 2014     | Brasil             | 1–7    | Alemanha           | Belo Horizonte (BRA)   | Copa do Mundo         | 7 a 1                       | [ 302 ] [ 303 ] [ 304 ] [ 305 ] |

### Entre times
| 1. Data                | Mandante               | Placar | Visitante              | Local                | Competição               | Apelido                       | Ref.            |
| ---------------------- | ---------------------- | ------ | ---------------------- | -------------------- | ------------------------ | ----------------------------- | --------------- |
| 10 de setembro de 1944 | Botafogo               | 5–2    | Flamengo               | Rio de Janeiro (BRA) | Campeonato Carioca       | Jogo do Senta                 |                 |
| 31 de agosto de 1949   | Barcelona de Guayaquil | 3–2    | Millonarios            | Guayaquil (EQU)      | Amistoso                 | A Vitória sobre o Millonarios | [ 306 ]         |
| 2 de março de 1971     | Fluminense             | 0–1    | Deportivo Italia       | Rio de Janeiro (BRA) | Copa Libertadores        | Pequeño Maracanazo            |                 |
| 29 de abril de 1971    | Estudiantes            | 0–1    | Barcelona de Guayaquil | La Plata (ARG)       | Copa Libertadores        | A Façanha de La Plata         | [ 307 ]         |
| 7 de setembro de 1973  | LDU Quito              | 3–1    | Aucas                  | Quito (EQU)          | Segunda Categoria        | Clássico da Neblina           | [ 308 ]         |
| 5 de dezembro de 1976  | Fluminense             | 1–1    | Corinthians            | Rio de Janeiro (BRA) | Campeonato Brasileiro    | Invasão Corintiana            |                 |
| 8 de julho de 1983     | Estudiantes            | 3–3    | Grêmio                 | La Plata (ARG)       | Copa Libertadores        | Batalha de La Plata           | [ 310 ]         |
| 11 de maio de 1985     | Bradford City          | —      | Lincoln City           | Bradford (ING)       | Terceira Divisão Inglesa | Tragédia de Valley Parade     | [ 311 ]         |
| 29 de maio de 1985     | Juventus               | 1–0    | Liverpool              | Bruxelas (BEL)       | Liga dos Campeões        | Tragédia de Heysel            |                 |
| 6 de março de 2002     | Real Madrid            | 1–2    | Deportivo La Coruña    | Madrid (ESP)         | Copa do Rei              | Centenariazo                  | [ 312 ] [ 313 ] |
| 16 de março de 2002    | Sheffield              | 0–3    | West Bromwich          | Sheffield (ING)      | Segunda Divisão Inglesa  | Batalha de Bramall Lane       | [ 314 ]         |
| 15 de abril de 1989    | Liverpool              | —      | Nottingham Forest      | Sheffield (ING)      | Copa da Inglaterra       | Desastre de Hillsborough      |                 |
| 20 de dezembro de 2000 | Palmeiras              | 4-3    | Vasco                  | São Paulo            | Copa Mercosul            | Virada do Século              |                 |
| 21 de setembro de 2003 | Manchester United      | 0–0    | Arsenal                | Manchester (ING)     | Campeonato Inglês        | Batalha de Old Trafford       | [ 315 ] [ 316 ] |
| 25 de maio de 2005     | Milan                  | 3–3    | Liverpool              | Istambul (TUR)       | Liga dos Campeões        | Milagre de Istambul           |                 |
| 26 de novembro de 2005 | Náutico                | 0–1    | Grêmio                 | Recife (BRA)         | Brasileirão - Série B    | Batalha dos Aflitos           |                 |
| 27 de outubro de 2009  | Alcorcón               | 4–0    | Real Madrid            | Alcorcón (ESP)       | Copa do Rei              | Alcorconazo                   |                 |
| 1 de fevereiro de 2012 | Al-Masry               | 3–1    | Al-Ahly                | Porto Said (EGI)     | Campeonato Egípcio       | Tragédia de Port Said         | [ 317 ] [ 318 ] |

### Não-oficiais
| Data                | Mandante  | Placar | Visitante      | Local                | Competição | Apelido                 | Ref.    |
| ------------------- | --------- | ------ | -------------- | -------------------- | ---------- | ----------------------- | ------- |
| 9 de agosto de 1942 | Start     | 5–3    | Flakelf        | Kiev (URSS)          | Amistoso   | Partida da Morte        | [ 319 ] |
| 18 de julho de 2007 | Africa XI | 3–3    | Resto do Mundo | Cidade do Cabo (RSA) | Amistoso   | 90 minutos para Mandela |         |

## Rivalidades

### Entre times brasileiros
| Time                |   | Time             | Apelido                                     | Ref.            |
| ------------------- | - | ---------------- | ------------------------------------------- | --------------- |
| America             | X | Bangu            | Clássico Bisavô ou Clássico Alvirrubro      | [ 320 ]         |
| America             | X | Vasco da Gama    | Clássico da Paz                             |                 |
| Americano           | X | Goytacaz         | Goyta-Cano                                  | [ 321 ]         |
| Anapolina           | X | Anápolis         | Clássico da Manchester ou Dérbi de Anápolis | [ 322 ]         |
| Atlético Goianiense | X | Goiânia          | Clássico Vovô                               |                 |
| Atlético Goianiense | X | Goiás            | Clássico do Equilíbrio                      | [ 323 ]         |
| Atlético Mineiro    | X | Cruzeiro         | Clássico Mineiro                            |                 |
| Atlético Mineiro    | X | Villa Nova       | Galo vs. Leão ou Clássico do Século         | [ 324 ]         |
| Atlético Paranaense | X | Coritiba         | Atletiba                                    | [ 325 ]         |
| Atlético Paranaense | X | Paraná           | Paratico                                    | [ 326 ]         |
| Avaí                | X | Figueirense      | Clássico de Florianópolis                   |                 |
| Bangu               | X | Campo Grande     | Clássico Rural ou Clássico da Zona Oeste    | [ 327 ]         |
| Botafogo            | X | Flamengo         | Clássico da Rivalidade                      | [ 328 ]         |
| Botafogo            | X | Fluminense       | Clássico Vovô                               |                 |
| Botafogo            | X | Vasco da Gama    | Clássico da Amizade                         | [ 329 ]         |
| Botafogo-SP         | X | Comercial        | Come-Fogo                                   | [ 330 ]         |
| Botafogo-SP         | X | Ferroviária      | Bota-Ferro                                  | [ 331 ]         |
| Caxias              | X | Juventude        | Ca-Ju                                       | [ 332 ]         |
| Comercial           | X | Ferroviária      | Come-Ferro                                  | [ 333 ]         |
| Corinthians         | X | Flamengo         | Clássico das Multidões ou Clássico do Povo  | [ 334 ] [ 335 ] |
| Corinthians         | X | Palmeiras        | Derby Paulista                              | [ 336 ]         |
| Corinthians         | X | Santos           | Clássico Alvinegro                          | [ 337 ]         |
| Corinthians         | X | São Paulo        | Majestoso                                   | [ 338 ]         |
| Coritiba            | X | Paraná           | Paratiba                                    | [ 339 ]         |
| Cruzeiro            | X | Palmeiras        | Clássico Palestrino                         | [ 340 ]         |
| Duque de Caxias     | X | Nova Iguaçu      | Clássico da Baixada                         | [ 341 ]         |
| Duque de Caxias     | X | Tigres do Brasil | Dérbi Caxiense                              |                 |
| Ferroviária         | X | Juventus-SP      | Clássico Grená                              | [ 342 ]         |
| Flamengo            | X | Fluminense       | Fla-Flu                                     | [ 343 ]         |
| Flamengo            | X | Vasco da Gama    | Clássico dos Milhões                        | [ 344 ]         |
| Fluminense          | X | Vasco da Gama    | Clássico dos Gigantes                       | [ 345 ]         |
| Goiânia             | X | Goiás            | Clássico Go-Go                              |                 |
| Goiás               | X | Vila Nova        | Derby do Cerrado                            | [ 346 ]         |
| Grêmio              | X | Internacional    | Gre-Nal                                     | [ 347 ]         |
| Grêmio              | X | Juventude        | Gre-Ju                                      | [ 348 ]         |
| Guarani             | X | Palmeiras        | Clássico Alviverde                          | [ 349 ]         |
| Guarani             | X | Ponte Preta      | Derby Campineiro                            | [ 350 ]         |
| Juventude           | X | Internacional    | Juvenal                                     | [ 351 ]         |
| Náutico             | X | Santa Cruz       | Clássico das Emoções                        | [ 352 ]         |
| Náutico             | X | Sport            | Clássico dos Clássicos                      | [ 353 ]         |
| Palmeiras           | X | Santos           | Clássico da Saudade                         | [ 354 ]         |
| Palmeiras           | X | São Paulo        | Choque Rei                                  | [ 355 ]         |
| Paysandu            | X | Remo             | Re-Pa ou Clássico Rei da Amazônia           | [ 356 ] [ 357 ] |
| Santa Cruz          | X | Sport            | Clássico das Multidões                      | [ 358 ]         |
| Santos              | X | São Paulo        | San-São                                     | [ 359 ]         |

## Seleções
| Seleção              | Apelido                        | Ref.                            |
| -------------------- | ------------------------------ | ------------------------------- |
| África do Sul        | Bafana Bafana                  | [ 360 ] [ 361 ]                 |
| Alemanha             | Mannschaft                     | [ 362 ] [ 363 ]                 |
| Argélia              | Raposas do Deserto             | [ 364 ]                         |
| Argentina            | La Albiceleste                 | [ 365 ]                         |
| Austrália            | Socceroos                      | [ 366 ] [ 367 ]                 |
| Bélgica              | Os Diabos Vermelhos            | [ 368 ]                         |
| Bósnia e Herzegovina | Os Dragões                     | [ 369 ] [ 370 ]                 |
| Brasil               | A Seleção                      | [ 371 ] [ 372 ] [ 373 ] [ 374 ] |
| Brasil               | Seleção Canarinho              | [ 371 ] [ 372 ] [ 373 ] [ 374 ] |
| Camarões             | Leões Indomáveis               | [ 375 ]                         |
| Chile                | La Roja                        | [ 376 ] [ 377 ]                 |
| Colômbia             | Los Cafeteros                  | [ 378 ] [ 379 ]                 |
| Coreia do Norte      | Chollima                       | [ 380 ]                         |
| Coreia do Sul        | Os Diabos Vermelhos            | [ 381 ] [ 382 ] [ 383 ] [ 384 ] |
| Coreia do Sul        | Tigres Asiáticos               | [ 381 ] [ 382 ] [ 383 ] [ 384 ] |
| Costa do Marfim      | Elefantes                      | [ 385 ] [ 386 ] [ 387 ]         |
| Costa Rica           | Los Ticos                      | [ 388 ] [ 389 ]                 |
| Costa Rica           | La Sele                        | [ 388 ] [ 389 ]                 |
| Croácia              | Vatreni (Ardente)              | [ 390 ] [ 391 ] [ 392 ]         |
| Equador              | La Tri                         | [ 393 ]                         |
| Eslováquia           | Národný Tím (Seleção Nacional) | [ 394 ]                         |
| Eslovênia            | Reprezentanca                  | [ 395 ]                         |
| Espanha              | La Roja                        | [ 396 ] [ 397 ] [ 398 ] [ 399 ] |
| Espanha              | La Furia                       | [ 396 ] [ 397 ] [ 398 ] [ 399 ] |
| Estados Unidos       | Yanks                          | [ 400 ] [ 401 ]                 |
| França               | Les Bleus                      | [ 402 ] [ 403 ]                 |
| Gana                 | Estrelas Negras                | [ 404 ]                         |
| Grécia               | A Nacional                     | [ 405 ] [ 406 ]                 |
| Grécia               | O Navio Pirata                 | [ 405 ] [ 406 ]                 |
| Honduras             | Los Catrachos                  | [ 407 ]                         |
| Inglaterra           | English Team                   | [ 408 ] [ 409 ] [ 410 ]         |
| Inglaterra           | Os Três Leões                  | [ 408 ] [ 409 ] [ 410 ]         |
| Irã                  | Team Melli (Time do Povo)      | [ 411 ]                         |
| Itália               | Squadra Azzurra                | [ 412 ] [ 413 ]                 |
| Itália               | Azzurri                        | [ 412 ] [ 413 ]                 |
| Japão                | Samurais Azuis                 | [ 414 ]                         |
| México               | El Tri                         | [ 415 ]                         |
| Nigéria              | Super Águias                   | [ 416 ] [ 417 ] [ 418 ]         |
| Nova Zelândia        | All Whites                     | [ 419 ]                         |
| Nova Zelândia        | Kiwis                          | [ 419 ]                         |
| Países Baixos        | Laranja Mecânica               | [ 420 ] [ 421 ]                 |
| Países Baixos        | Oranje                         | [ 420 ] [ 421 ]                 |
| Paraguai             | Guaranis                       | [ 422 ] [ 423 ]                 |
| Portugal             | Seleção das Quinas             | [ 424 ] [ 425 ]                 |
| Sérvia               | Águias Brancas                 | [ 426 ] [ 427 ]                 |
| Uruguai              | La Celeste Olímpica            | [ 428 ] [ 429 ]                 |
| Uruguai              | Charrúa                        | [ 428 ] [ 429 ]                 |
| Venezuela            | La Vinotinto                   | [ 430 ] [ 431 ] [ 432 ]         |